# Kevin Gilbert
Kevin Gilbert (* 20. November 1966 in Sacramento, Kalifornien; † 18. Mai 1996 in Los Angeles) war ein US-amerikanischer Musiker. 

## Leben
Kevin Gilbert spielte Keyboard, Gitarre, Schlagzeug, E-Bass, Cello und sang. Außerdem war er Komponist und Produzent. Während seiner Schulzeit erhielt er klassischen Klavierunterricht. Mit 15 ging er mit seiner Band NRG zum ersten Mal in ein Tonstudio und übernahm kurzerhand selbst die Aufnahmeleitung. Im selben Studio bekam er daraufhin seinen ersten Job als Toningenieur – tagsüber nahm er Bands auf, nachts arbeitete er an seinen eigenen Projekten.
Nach einigen Jahren Studioarbeit begann er ein Studium an der UCLA, brach dies aber nach einem Jahr ab, um 1987 mit der Band von Eddie Money auf Tournee zu gehen. Unzufrieden mit dem Umfeld dieser Tournee verließ er nach kurzer Zeit die Band, um in Sunnyvale die Band Giraffe zu gründen, die seine in seinem 24-Spur-Garagenstudio aufgenommene Musik mit ihm live präsentieren sollte.
Mit Giraffe gewann er 1988 den „Soundcheck“ genannten Musikwettbewerb der Firma Yamaha zuerst für die Region Kalifornien, um dann beim Welt-Finale in Tokio den zweiten Platz zu belegen.
In der Jury des kalifornischen Finals saß unter anderem Madonnas Produzent Patrick Leonard, der Gefallen an Kevin Gilberts Musik fand. Da die anderen Mitglieder von Giraffe nicht bereit waren, für eine Weiterführung der Bandkarriere nach Los Angeles umzuziehen, ergab sich fortan eine mehrmonatige Zusammenarbeit zwischen Gilbert und Leonard an dem Album Toy Matinee, für das die beiden alle Songs zusammen schrieben und mit einer neu zusammengestellten Band – von Bill Bottrell produziert – aufnahmen und 1990 veröffentlichten. Patrick Leonards Plattenfirma unterstützte das Album jedoch nicht, und somit fand auch dieses Projekt nach einer kleinen Tournee Gilberts mit anderen Musikern und lediglich regionalem Radioerfolg ein schnelles Ende.
Bill Bottrell nahm Kevin Gilbert daraufhin zu den Aufnahmen für Michael Jacksons Album Dangerous und Madonnas Album I’m Breathless mit, bei denen er als Aufnahmeleiter, Keyboard- und Drumcomputerprogrammierer, Komponist und Produzent mitwirkte.
Während der Tournee zum Album Toy Matinee hatte Kevin Gilbert Sheryl Crow kennengelernt, die ihm für den Platz als Keyboarderin vorgespielt hatte. Im Laufe der Jahre 1991 bis 1993 brachte Kevin Gilbert sie mit zum sogenannten Tuesday Music Club, einem Songwriter-Kollektiv bestehend aus Gilbert, Bill Bottrell, David Baerwald, David Ricketts, Brian MacLeod und Dan Schwartz, das sich regelmäßig in Bottrells Studio traf, um Songs zu schreiben und aufzunehmen. Nachdem das von Hugh Padgham produzierte Sheryl-Crow-Debütalbum von der Plattenfirma A&M abgelehnt worden war, wurden diese Dienstagabend-Treffen bald darauf verwandt, um ein alternatives Debütalbum für Crow fertigzustellen. Das Ergebnis dieser Arbeiten wurde von Crow bezeichnenderweise Tuesday Night Music Club betitelt. Das Album wurde zum großen Erfolg und verkaufte sich etwa acht Millionen Mal. Als Koautor des Stücks All I Wanna Do erhielt Gilbert 1995 einen Grammy in der Kategorie Record of the Year. Die Tantiemen aus dem Verkauf des Albums ermöglichten es ihm, sich ein eigenes Studio einzurichten, das Lawnmower and Garden Supplies in Pasadena.
Die Kehrseite dieses Erfolgs war das Zerwürfnis von Sheryl Crow mit Bill Bottrell und den anderen Musikern des Albums, da Sheryl Crow in der Öffentlichkeit als alleinige Verantwortliche und kreative Kraft des Albums vermarktet wurde und die Ideen anderer Leute als ihre eigenen ausgab. Zudem trennte sie sich von Kevin Gilbert, der die eigentliche kreative Kraft hinter dem TMC gewesen war. Insbesondere die Tatsache, dass sie bei David Lettermann das Lied Leaving Las Vegas als autobiografisch ausgab, obwohl sie weder an der Entstehung des Textes noch an der Musik beteiligt gewesen war, vertiefte das Zerwürfnis noch mehr.
Parallel zu den TMC-Sessions begann Gilbert an seinem Soloalbum Thud zu arbeiten, das er 1995 bei dem Indie-Label PRA Records veröffentlichte. Bis auf wenige Ausnahmen spielte er darauf sämtliche Instrumente selbst ein. Der Erfolg blieb jedoch aus. Lediglich in lokalen Insiderkreisen und bei einigen kalifornischen Radiosendern hatte er sich mittlerweile einen Namen gemacht.
Zu den zentralen Projekten in seinen letzten Lebensjahren zählte die Aufführung des Genesis-Klassikers The Lamb Lies Down on Broadway auf dem Musikfestival Progfest 1994 in Los Angeles, für die er einige seiner alten „Giraffe“-Weggefährten hinzuholte. Jon Rubin, Gilberts Manager, hatte Aufnahmen der Aufführung an Tony Banks und Mike Rutherford geschickt, die auf der Suche nach einem Nachfolger für Phil Collins waren. Paradoxerweise erhielt Rubin tatsächlich kurz nach Gilberts Tod eine Anfrage für einen Vorspieltermin in England von Seiten des Managements von Genesis. 
Gilbert starb im Alter von 29 Jahren, angeblich durch Ersticken während autoerotischer Asphyxiophilie.

## Posthume Veröffentlichungen
Gilberts zweites Solo-Album, eine autobiographisch anmutende Rockoper die den Titel The Shaming of the True trägt, wurde erst nach seinem Tod veröffentlicht. Nick D’Virgilio, damals Schlagzeuger von Spock’s Beard und einer von Gilberts besten Freunden, stellte das Album, das zu diesem Zeitpunkt großteils unvollständig war zusammen mit Produzent John Cuniberti (u. a. Joe Satriani und Chickenfoot), einem weiteren Weggefährten Gilberts, fertig.
Im Jahr 2002 folgte dann die Veröffentlichung der Kaviar-Sessions, einer Sammlung von nicht ganz ernst gemeinten Punk- bzw. Industrial-Rock Aufnahmen aus der Mitte der 90er.
Mit Nuts und Bolts wurden schließlich im Jahr 2009 einige von Gilberts bis dato unveröffentlichten Aufnahmen aus diversen Schaffensperioden veröffentlicht. Darauf interpretierte der Singer/Songwriter unter anderem einige seiner älteren NRG- und Giraffe-Werke neu.
In den Jahren darauf folgten diverse Wiederveröffentlichungen von Gilberts früheren Werken sowie die offizielle Veröffentlichung einer Live-Aufnahme von Toy Matinee aus dem Jahr 1991.

## Diskografie
- NRG – No Reasons Given (1984; remastered & rereleased 2012)
- Giraffe – The Power of Suggestion (1987; remastered & rereleased 2011)
- Giraffe – The View from Here (1989; remastered & rereleased 2011)
- Toy Matinee – Toy Matinee (1990; remastered & rereleased 2001)
- Kevin Gilbert – Thud (1995; remastered & rereleased 2014)
- Giraffe – Giraffe (1999)
- Kevin Gilbert with Thud – Thud Live at the Troubadour (1999)
- Kevin Gilbert – The Shaming Of The True (2000)
- Kaviar – The Kaviar Sessions (2002)
- Kevin Gilbert - Nuts (2009)
- Kevin Gilbert - Bolts (2009)
- Kevin Gilbert Performs Toy Matinee Live (2010)
- Toy Matinee - Acoustic (2014)
- Giraffe - The Lamb lies down on Broadway (2014)